# Ricardo Flores Magón (estación)
Ricardo Flores Magón es una estación del Metro de la Ciudad de México, perteneciente a la línea B. Se ubica al oriente de la Ciudad de México, en la alcaldía Venustiano Carranza.

## Información general
El emblema de la estación es el busto de Ricardo Flores Magón, periodista anarquista precursor de la Revolución Mexicana.
Es la única estación en toda la red del Metro para la cual se desconoce con precisión el origen de su nombre o el motivo por el que dicha estación toma su nombre, pues no existe en la periferia o cercanía de la estación algún motivo alusivo al periodista revolucionario o a los Hermanos Flores Magón; en realidad no existe colonia, calle, andador, hospital, iglesia, oficina de gobierno, parque, escuela o lugar de interés alguno en las cercanías de la estación que haga referencia o mención a Ricardo Flores Magón o a los hermanos magonistas. Además de lo anterior, existe registro (como diversos planos y mapas de la Red del Metro en donde se indica la línea B como una línea en construcción) de que esta estación originalmente llevaría el nombre de Gran Canal, esto debido a la cercanía de la estación con el tramo en el que inicia el Gran Canal del Desagüe de la Ciudad de México. 
En 2014, Ricardo Flores Magón fue la 25° estación con menor afluencia en la red, registrando un uso de 26 840 pasajeros en promedio en día laborable.

## Afluencia
En su correspondencia con la línea B el número total de usuarios, en esta estación, para el 2014 fue de 2 153 067 usuarios, el número de usuarios promedio para el mismo año fue el siguiente:
| Tipo de día   | Afluencia promedio |
| ------------- | ------------------ |
| Día festivo   | 3.571              |
| Día laboral   | 6.314              |
| Fin de semana | 5.094              |
| Anual         | 5.899              |

Y así se ha visto la afluencia de la estación en los últimos 10 años:
| Afluencia Anual de Pasajeros | Afluencia Anual de Pasajeros | Afluencia Anual de Pasajeros | Afluencia Anual de Pasajeros | Afluencia Anual de Pasajeros | Afluencia Anual de Pasajeros |
| ---------------------------- | ---------------------------- | ---------------------------- | ---------------------------- | ---------------------------- | ---------------------------- |
| Año                          | Afluencia                    | A Diario                     | Puesto                       | Aumento%                     | Ref.                         |
| 2023                         | 2,360,064                    | 6,465                        | 148°/195                     | +29.37%                      | [ 4 ]                        |
| 2022                         | 1,824,238                    | 4,997                        | 156°/195                     | +29.72%                      | [ 4 ]                        |
| 2021                         | 1,406,335                    | 3,852                        | 158°/195                     | -3.98%                       | [ 5 ]                        |
| 2020                         | 1,464,700                    | 4,001                        | 171°/195                     | -31.64%                      | [ 6 ]                        |
| 2019                         | 2,142,619                    | 5,870                        | 182°/195                     | +4.73%                       | [ 7 ]                        |
| 2018                         | 2,045,844                    | 5,605                        | 184°/195                     | +2.79%                       | [ 8 ]                        |
| 2017                         | 1,990,396                    | 5,453                        | 185°/195                     | +1.70%                       | [ 9 ]                        |
| 2016                         | 1,957,06                     | 5,347                        | 185°/195                     | -3.11%                       | [ 10 ]                       |
| 2015                         | 2,019,867                    | 5,533                        | 175°/195                     | -15.00%                      | [ 11 ]                       |
| 2014                         | 2,376,216                    | 6,510                        | 171°/195                     | -4.67%                       | [ 12 ]                       |

## Salidas de la estación
- Norponiente: Avenida Oceanía, Colonia Moctezuma 2.ª sección.
- Nororiente: Avenida Oceanía y Norte 24, Colonia Moctezuma 2.ª sección.
- Surponiente: Avenida Oceanía y General Francisco Murgía, Colonia Revolución.
- Suroriente: Avenida Oceanía y General Bonifacio Salinas, Colonia Revolución.